# Station La Plaine-Voyageurs
Het station La Plaine-Voyageurs (Frans: Gare de La Plaine-Voyageurs) was een station in de Franse gemeente Saint-Denis in het departement van Seine-Saint-Denis. Het station is geopend in 1913 en bij de opening in 1998 van het nabij gelegen station La Plaine - Stade de France gesloten.